# DSV Schweidnitz
Der DSV Schweidnitz (vollständiger Name Deutscher Sport-Verein Schweidnitz e. V.) war ein deutscher Fußballverein aus der schlesischen Stadt Schweidnitz (heute Świdnica, Polen).

## Geschichte

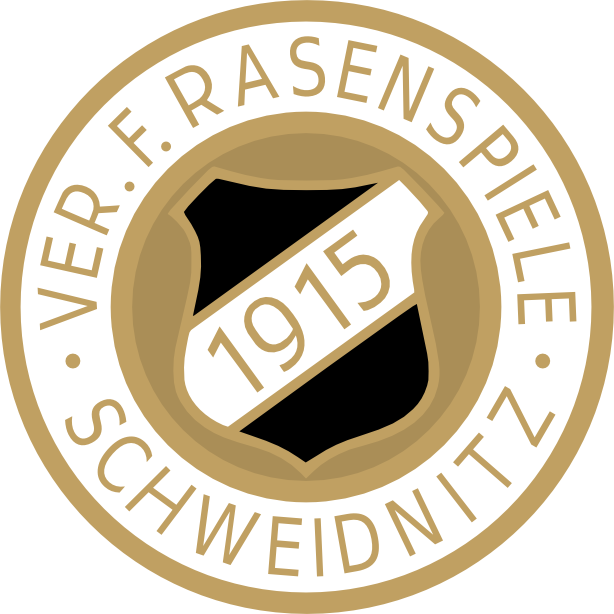
Logo des VfR 1915 Schweidnitz

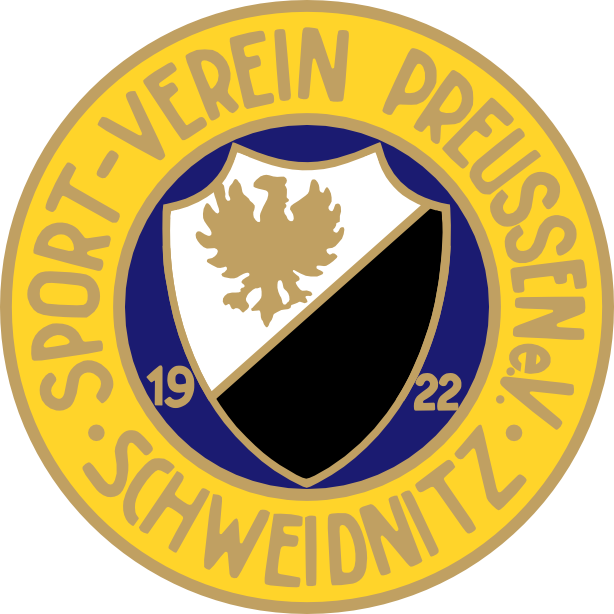
Logo des SV Preußen Schweidnitz

Der Verein wurde 1933 gegründet als der VfR 1915 Schweidnitz (1915 gegründet) und der SV Preußen Schweidnitz (1922 gegründet) miteinander fusionierten. Er nahm den Startplatz von Preußen Schweidnitz in der damaligen zweitklassigen Bezirksliga Mittelschlesien ein. 
1941 schloss sich der Schweidnitzer FV Manfred von Richthofen dem Verein an. 1941 gelang dem DSV Schweidnitz der Aufstieg in die seinerzeit höchste Fußballklasse, die Gauliga Niederschlesien. 1943 wurde der DSV Schweidnitz mit dem LSV Richthofen Schweidnitz zur DSVgg 1911 Schweidnitz zusammengeschlossen.
Der größte Erfolg gelang in der letzten Spielzeit 1943/44, als sich die DSVgg-Elf die Meisterschaft der Gauliga Bergland sicherte und bis ins Finale um die niederschlesische Meisterschaft vordrang. Hier jedoch musste sie sich nach vier Spielen dem STC Hirschberg und dem Breslauer SpVg 02 geschlagen geben und verpasste so die Chance, bei der Endrunde um die deutsche Fußballmeisterschaft mitzuspielen.
Nach Ende des Zweiten Weltkrieges wurde die Stadt Schweidnitz polnisch und der DSVgg 1911 Schweidnitz wurde aufgelöst.

## Erfolge
- Meister der Gauliga Bergland: 1943/44

## Bekannte Spieler
- Ernst Kudrass